# Southern Kings
Actualités
Dernière mise à jour : 16 janvier 2017.
Les Southern Kings étaient une franchise professionnelle sud-africaine de rugby à XV située à Port Elizabeth. Sa création est officiellement annoncée en avril 2009. Le 16 juin 2009, elle dispute son premier match au Nelson Mandela Bay Stadium face aux Lions britanniques et irlandais lors de leur Tournée 2009 dans l'hémisphère sud (défaite 20 à 8).

## Historique
Les Kings ont été candidats à l'obtention de la quinzième franchise du Super 15, pour intégrer la compétition en 2011, mais ils sont battus par la franchise  australienne de Melbourne en novembre 2009. C'est le deuxième échec pour créer une franchise dans la province du Cap-Oriental après celui des Southern Spears en 2005. Ils remplacent les Lions dès la saison 2013-2014.
En 2017, la franchise est évincée du Super Rugby et rejoint avec les Cheetahs le Pro14, championnat des provinces irlandaises, galloises, écossaises et italiennes.
L'équipe est dissoute en Septembre 2020 à la suite de son placement en redressement judiciaire.

## Parcours dans le Super Rugby
| Saison | Place | MJ | V | N | D  | PM  | PE  | Diff | PB | Pts | Commentaires |
| ------ | ----- | -- | - | - | -- | --- | --- | ---- | -- | --- | ------------ |
| 2013   | 15e   | 16 | 3 | 1 | 12 | 298 | 564 | -266 | 2  | 24  |              |
| 2016   | 17e   | 15 | 2 | 0 | 13 | 282 | 684 | -402 | 1  | 9   |              |
| 2017   | 11e   | 15 | 6 | 0 | 9  | 391 | 470 | -79  | 4  | 28  |              |

## Effectif Super Rugby 2017
| Nom                      | Poste            | Date de naissance  | Nationalité sportive | Sélections (PM) | Club provincial        | Club précédent   | Année d'arrivée au club |
| ------------------------ | ---------------- | ------------------ | -------------------- | --------------- | ---------------------- | ---------------- | ----------------------- |
| Tango Balekile           | Talonneur        | 7 mars 1996        | Afrique du Sud       | -               | Eastern Province Kings | Débuts au club   | 2017                    |
| Martin Bezuidenhout      | Talonneur        | 21 août 1989       | Afrique du Sud       | -               | Eastern Province Kings | Griquas          | 2016                    |
| Kurt Haupt               | Talonneur        | 17 janvier 1989    | Afrique du Sud       | -               | SWD Eagles             | SWD Eagles       | 2017                    |
| Michael Willemse         | Talonneur        | 14 février 1993    | Afrique du Sud       | -               | -                      | Stormers         | 2017                    |
| Schalk Ferreira          | Pilier           | 9 février 1984     | Afrique du Sud       | -               | Eastern Province Kings | Stade toulousain | 2016                    |
| Justin Forwood           | Pilier           | 19 septembre 1993  | Afrique du Sud       | -               | Eastern Province Kings | Blue Bulls       | 2017                    |
| Ross Geldenhuys          | Pilier           | 19 avril 1983      | Afrique du Sud       | -               | -                      | Highlanders      | 2017                    |
| Chris Heiberg            | Pilier           | 1er juin 1985      | Afrique du Sud       | -               | -                      | Western Force    | 2017                    |
| David Murray             | Pilier           | 7 mars 1995        | Afrique du Sud       | -               | Eastern Province Kings | Débuts au club   | 2017                    |
| Schalk van der Merwe     | Pilier           | 4 décembre 1990    | Afrique du Sud       | -               | -                      | Montpellier HR   | 2017                    |
| Dayan van der Westhuizen | Pilier           | 5 avril 1994       | Afrique du Sud       | -               | Blue Bulls             | Blue Bulls       | 2017                    |
| Irné Herbst              | Deuxième ligne   | 4 mai 1939         | Afrique du Sud       | -               | Blue Bulls             | Blue Bulls       | 2017                    |
| Cameron Lindsay          | Deuxième ligne   | 15 octobre 1991    | Afrique du Sud       | -               | -                      | Débuts au club   | 2017                    |
| Sintu Manjezi            | Deuxième ligne   | 7 avril 1995       | Afrique du Sud       | -               | Eastern Province Kings | Débuts au club   | 2016                    |
| Tyler Paul               | Deuxième ligne   | 20 janvier 1995    | Afrique du Sud       | -               | Eastern Province Kings | Débuts au club   | 2017                    |
| Wandile Putuma           | Deuxième ligne   | 8 août 1990        | Afrique du Sud       | -               | Griquas                | Griquas          | 2017                    |
| Mzwanele Zito            | Deuxième ligne   | 23 novembre 1988   | Afrique du Sud       | -               | Griquas                | Griquas          | 2017                    |
| Lusanda Badiyana         | Troisième ligne  | 1er septembre 1996 | Afrique du Sud       | -               | Eastern Province Kings | Débuts au club   | 2017                    |
| Thembelani Bholi         | Troisième ligne  | 18 janvier 1990    | Afrique du Sud       | -               | Eastern Province Kings | Débuts au club   | 2016                    |
| Chris Cloete             | Troisième ligne  | 15 février 1991    | Afrique du Sud       | -               | Pumas                  | Western Province | 2016                    |
| Christiaan de Bruin      | Troisième ligne  | 20 janvier 1993    | Afrique du Sud       | -               | Eastern Province Kings | Natal Sharks     | 2017                    |
| Onke Dubase              | Troisième ligne  | 6 août 1989        | Afrique du Sud       | -               | Border Bulldogs        | Border Bulldogs  | 2017                    |
| Ruaan Lerm               | Troisième ligne  | 25 mars 1992       | Afrique du Sud       | -               | Pumas                  | Lions            | 2017                    |
| Andisa Ntsila            | Troisième ligne  | 7 novembre 1993    | Afrique du Sud       | -               | SWD Eagles             | SWD Eagles       | 2016                    |
| CJ Velleman              | Troisième ligne  | 24 février 1995    | Afrique du Sud       | -               | Eastern Province Kings | Débuts au club   | 2016                    |
| Stefan Willemse          | Troisième ligne  | 12 avril 1992      | Afrique du Sud       | -               | Western Province       | Débuts au club   | 2016                    |
| James Hall               | Demi de mêlée    | 2 janvier 1996     | Afrique du Sud       | -               | US Oyonnax             | Débuts au club   | 2016                    |
| Louis Schreuder          | Demi de mêlée    | 25 avril 1990      | Afrique du Sud       | -               | -                      | Kubota Spears    | 2017                    |
| Ricky Schroeder          | Demi de mêlée    | 5 janvier 1991     | Afrique du Sud       | -               | Eastern Province Kings | Lions            | 2017                    |
| Johan Steyn              | Demi de mêlée    | 8 octobre 1995     | Afrique du Sud       | -               | SWD Eagles             | SWD Eagles       | 2017                    |
| Rudi van Rooyen          | Demi de mêlée    | 5 janvier 1992     | Afrique du Sud       | -               | Griquas                | Griquas          | 2017                    |
| Masixole Banda           | Demi d'ouverture | 11 juin 1988       | Afrique du Sud       | -               | Border Bulldogs        | Border Bulldogs  | 2017                    |
| Lionel Cronjé            | Demi d'ouverture | 25 mai 1989        | Afrique du Sud       | -               | -                      | Natal Sharks     | 2017                    |
| Pieter Steyn de Wet      | Demi d'ouverture | 8 janvier 1991     | Afrique du Sud       | -               | Eastern Province Kings | Griffons         | 2017                    |
| Garrick Mattheus         | Demi d'ouverture | 23 mars 1996       | Afrique du Sud       | -               | Eastern Province Kings | Débuts au club   | 2017                    |
| Siyanda Grey             | Centre           | 16 août 1989       | Afrique du Sud       | -               | Eastern Province Kings | Débuts au club   | 2013                    |
| Berton Klaasen           | Centre           | 24 janvier 1990    | Afrique du Sud       | -               | Eastern Province Kings | Western Province | 2017                    |
| Neil Maritz              | Centre           | 22 février 1994    | Afrique du Sud       | -               | Natal Sharks           | Natal Sharks     | 2017                    |
| Waylon Murray            | Centre           | 27 avril 1986      | Afrique du Sud       | 3 (0)           | Eastern Province Kings | Natal Sharks     | 2017                    |
| Luzuko Vulindlu          | Centre           | 14 novembre 1986   | Afrique du Sud       | -               | SWD Eagles             | SWD Eagles       | 2016                    |
| Alshaun Bock             | Ailier           | 16 mai 1982        | Afrique du Sud       | -               | Griquas                | Griquas          | 2017                    |
| Ntabeni Dukisa           | Ailier           | 25 juillet 1988    | Afrique du Sud       | -               | Border Bulldogs        | Griquas          | 2017                    |
| Makazole Mapimpi         | Ailier           | 26 juillet 1990    | Afrique du Sud       | -               | Border Bulldogs        | Border Bulldogs  | 2017                    |
| Wandile Mjekevu          | Ailier           | 7 janvier 1991     | Afrique du Sud       | -               | Natal Sharks           | Natal Sharks     | 2016                    |
| Yaw Penxe                | Ailier           | 3 avril 1997       | Afrique du Sud       | -               | Eastern Province Kings | Débuts au club   | 2017                    |
| Chrysander Botha         | Arrière          | 13 juillet 1988    | Namibie              | 41 (170)        | -                      | Welwitschias     | 2017                    |
| Malcolm Jaer             | Arrière          | 29 juin 1995       | Afrique du Sud       | -               | Eastern Province Kings | Débuts au club   | 2016                    |
| Johan Tromp              | Arrière          | 23 décembre 1990   | Namibie              | 26 (60)         | Eastern Province Kings | Welwitschias     | 2017                    |

## Équipes de Currie Cup
- Border Bulldogs à East London
- Eastern Province Kings à Port Elizabeth
- Eagles à George